# Macrostylis crassifolia
Macrostylis crassifolia är en vinruteväxtart som beskrevs av Otto Wilhelm Sonder. Macrostylis crassifolia ingår i släktet Macrostylis och familjen vinruteväxter. Inga underarter finns listade i Catalogue of Life.